# Cairu (navio)
O Cairu (Cayrú) foi o sexto navio brasileiro atacado durante a Segunda Guerra Mundial e o quinto a sê-lo, a partir de janeiro de 1942, quando o Brasil rompeu relações diplomáticas com os países do Eixo.
Comandado pelo Capitão-de-Longo-Curso José Moreira Pequeno, foi atacado no dia 8 de março de 1942, a cerca de 130 milhas a sudeste de Nova York. Morreram 53 pessoas no torpedeamento, inclusive o comandante.

## O navio
O Cairu  fora uma das 122 unidades de embarcações da classe Hog Islander, encomendadas pelo governo dos Estados Unidos, na tarefa de reestruturar sua frota mercante, no final da Primeira Guerra Mundial. O projeto e a construção do navio ficou a cargo do estaleiro American Shipbuilding Shipping Corporation, na Filadélfia, mais precisamente, no antigo distrito de Hog Island — daí o nome da classe dos navios -, a sudoeste do centro da cidade, que, na época, tinha a maior concentração de estaleiros do mundo.
Era da mesma classe do Buarque – afundado no mês anterior – e, como tal, possuía as mesmas medidas daquele: 122,2 m de comprimento por 16,5 m de largura; calado de 7,5 m e 5 152 toneladas de arqueação bruta de registro — GRT. Feito com casco de aço, era propelido através de turbinas a vapor, com potência de 2 500 HP, permitindo-lhe alcançar uma velocidade entre 11,5 e 13 nós.

## História
Terminada a sua construção em novembro de 1919, é lançado com o nome de Chickasaw (era previsto denominá-lo de Clairette) pela Agência de Navegação Americana (US Shipping Board – USSB). Remodelado na década de 30 para o transporte de passageiros, é rebatizado de Scanmail (1932), a serviço da empresa americana Moore McCormack Co., com registro no Porto de Nova York (tal qual ocorrera com o Buarque).
Em 1940, é adquirido pelo Lloyd Brasileiro, juntamente com outros navios da classe, e, finalmente, renomeado Cairu (Cayrú).
Seu nome brasileiro foi homenagem a José da Silva Lisboa, visconde de Cairu (1756-1835), economista, historiador, jurista, publicista e político brasileiro, ativo na época da Independência do Brasil.

## Afundamento
No dia 8 de março, o navio, navegando sem escolta e transportando borracha, algodão, mamona, couros, óleo, cacau, coco babaçu e cristais de mica, aproximava-se de Nova York, após ter partido do Rio de Janeiro, com uma escala em Belém do Pará, quando, por volta das 20h30 (hora local; 2h25 pelo Horário da Europa Central), é atingido na parte de vante por um torpedo disparado pelo U-94, comandado pelo Capitão-de-Corveta Otto Ites, a cerca de 130 quilômetros a sudeste do seu destino.
Esse primeiro torpedo não explode, mesmo assim, a tripulação e os passageiros, sob frio e vento forte, começam a abandonar o navio, em quatro baleeiras.
Pouco depois, o submarino emerge próximo às baleeiras, ocasião em que o seu comandante, com um megafone e falando em inglês com forte sotaque alemão, interroga o capitão Pequeno, especificamente acerca do nome, nacionalidade, carga e destino do navio atacado. O comandante brasileiro deu respostas evasivas, previstas em convenções internacionais e, constatou que o oficial alemão parecia estar bem informado sobre o carregamento do navio, em especial, na carga de cristais de mica, matéria-prima muito utilizada na indústria bélica. Após o interrogatório, o submarino disparou um segundo torpedo que atingiu o navio a meia nau, fazendo com que se partisse em dois, afundando-o inapelavelmente.

## A morte do comandante Pequeno
O Capitão-de-Longo-Curso José Moreira Pequeno era um dos mais experientes e dedicados comandantes do Lloyd Brasileiro. Prestava serviços à empresa desde a Primeira Guerra Mundial. Quando o Cairu fez escala em Belém, rumo aos Estados Unidos, pedira para ser substituído por motivos de saúde. Porém, ao tomar conhecimento dos afundamentos dos navios brasileiros que se sucediam (a essa altura, já eram 4 navios afundados em pouco mais 20 dias),  decidiu, embora doente, prosseguir viagem. Não queria que o tomassem por covarde, além do que, achava  injusto passar o comando a um colega em circunstâncias extremamente perigosas. Como sabia dos perigos da viagem, solicitou apenas um seguro para a tripulação.
Na viagem, mandara cancelar uma sessão de cinema, pois caso houvesse um torpedeamento, não haveria chance para evacuar os passageiros reunidos no salão. De fato, enquanto descansava em sua cabine por não estar bem de saúde, o navio foi atingido. Mesmo passando mal, orientou as 89 pessoas a bordo (75 tripulantes e 14 passageiros) por ocasião do abandono da embarcação e, ainda teve forças para responder ao interrogatório do comandante do submarino.
Nesse ponto, algumas fontes sugerem que o comandante Pequeno teria sido levado a bordo do submarino e lá assassinado (ou levado prisioneiro) pelos alemães após ser interrogado. Todavia, a literatura naval brasileira infirma essa hipótese e sustenta que o comandante sobreviveu ao ataque, vindo a falecer somente quando já se encontrava a bordo das baleeiras, conforme se extrai dos relatos abaixo transcritos:
Após o torpedeamento do Cairu, na baleeira apinhada, sob frio intenso, seu estado de saúde piorou. Ao amanhecer, descobriu-se que ele desaparecera silenciosamente, preferindo escolher o oceano como túmulo para não causar embaraços aos demais sobreviventes. Muitos deles morreriam congelados nas baleeiras, que foram dar à costa americana, exceto uma delas, recolhida pelo navio Titânia, que salvou todos os seus ocupantes".
"Fora um desgaste muito grande para quem estava enfermo. Com um oficial no leme do escaler, Pequeno ficou encolhido no canto da baleeira enrolado em um cobertor. O frio invernal tornava a noite longa demais. Não chegou a causar supresa que, pela manhã, o comandante não se encontrasse mais a bordo. Uma entristecida tripulação concluiu rapidamente que José Moreira Pequeno, percebendo que a morte se avizinhava, preferiu deixar-se deslizar ao mar, sem alarde, para não dar trabalho a sua gente de carregar um morto".

## O resgate
Embora as baleeiras estivessem bem aparelhadas, com rádio de emergência, agulha magnética, carta náutica, água, víveres, palamenta de remos e velas, as condições climáticas eram extremamente severas: chovia muito e fazia muito frio.
Os 22 tripulantes e quatro passageiros que estavam na baleeira nº 3, foram resgatados pelo cargueiro norueguês M/V Titania e desembarcam em Nova York. Em 11 de março, seis sobreviventes e um corpo, ocupantes da baleeira nº 4, foram apanhados na costa americana pelo caça-minas USS AMc-202 na posição 40° 32' N 71° 40' O, o qual desembarcou-os, no dia seguinte, em New London, Connecticut. Este barco originalmente continha 21 sobreviventes, mas a maioria deles perderam as suas vidas durante uma tempestade congelante, que quase afundou a baleeira em que estavam.
O segundo piloto Miral de Souza Oliveira, ocupante da baleeira nº 4, relatou o seu drama ao jornal O Globo, na edição do dia 13 de julho de 1942:

"Vinte e um sobreviventes passaram quatro dias à deriva em um bote salva-vidas, enfrentando o mar revolto, a chuva forte e temperaturas abaixo de zero. No segundo dia, o primeiro brasileiro morreu congelado. Nos dois dias seguintes, mais nove dos embarcados morreram de frio. Suas roupas eram retiradas para aquecer os sobreviventes e os corpos, jogados na água. Dez marujos foram resgatados com vida – a metade dos que embarcaram. Os outros haviam morrido congelados".
Os demais escaleres chegaram à costa com seus ocupantes mortos ou sofrendo de hipotermia. No total, 53 pessoas morreram (46 tripulantes e 6 passageiros). Dentre os passageiros sobreviventes, estava o americano Otto Albert Jaegers, que narrou as dificuldades pelas quais passou em um dos escaleres juntamente com sua mulher:

"Fez-se com calma e perícia pela tripulação a descida aos escaleres. O meu se afastou do navio sem que houvesse pânico. O mar, que a princípio estava calmo, começou a agitar-se. Depois veio uma verdadeira tempestade. Chuva forte, rajadas de ventos, relâmpagos, trovões e as ondas aumentando de tamanho, de momento a momento. Varriam por completo o nosso escaler. Estávamos completamente encharcados, gelados de frio. O passageiro mais jovem era uma moça chamada June, que nunca deixou se levar pelo desânimo, nem deixou jamais escapar uma simples lamúria, desde que entramos no escaler até sermos resgatados 16 horas mais tarde (…) Mal pude acreditar, quando vimos o navio de socorro. Soubemos, então, que, a princípio, os seus tripulantes tinham pensado que éramos apenas destroços perdidos de um resto de navio, pois, com o mar grosso, não podiam nos divisar a bordo".

## Consequências
O Lloyd Brasileiro alarmado com os ataques, e, especificamente, com o grande número de vítimas do Cairu, ordenou que vários navios de sua frota que se encontravam na região rumassem ao porto mais próximo. No Brasil, a repercussão foi enorme e cogitou-se, inclusive, interromper o tráfego marítimo para a América do Norte.

## Homenagem
No ano de 2000, a turma de calouros da Escola de Formação de Oficiais da Marinha Mercante do Rio de Janeiro (EFOMM CIAGA), instituição onde são formados os futuros Oficiais da Marinha Mercante Brasileira, homenagearam o Comandante Pequeno ao darem à turma seu nome. Esta homenagem é uma tradição da Escola de Oficiais, feita a cada ano pela turma de calouros em reconhecimento aos serviços prestados pelos homens e mulheres do mar à Marinha Mercante Brasileira, servindo como inspiração e exemplo de vida e postura profissional aos mais jovens que ingressam na carreira.